# 落叶石豆兰
落叶石豆兰（学名：Bulbophyllum hirtum）为兰科石豆兰属下的一个种。

## 扩展阅读
- 维基共享资源上的相關多媒體資源：落叶石豆兰
- 維基物種上的相關：落叶石豆兰